# Адімурті

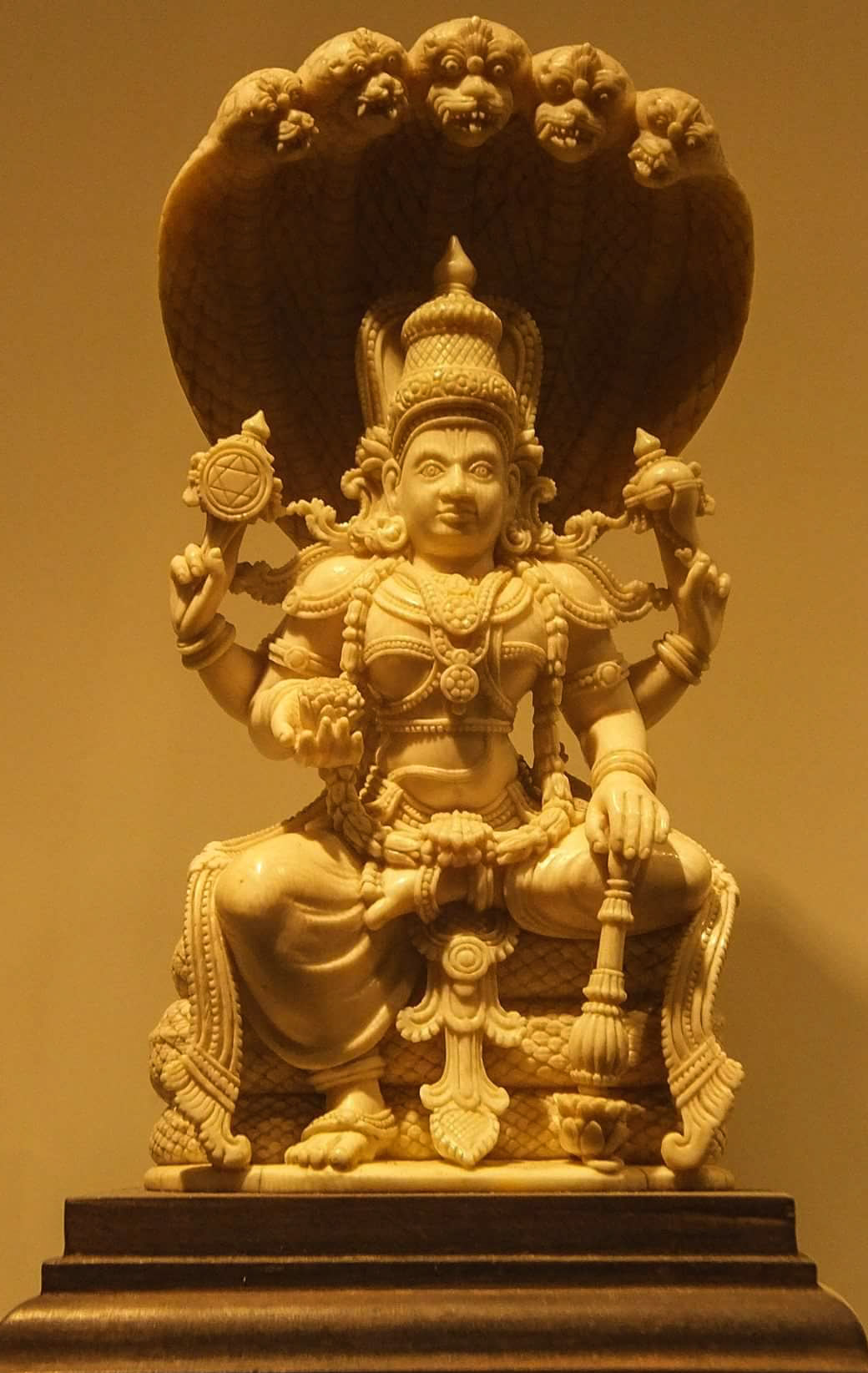
Статуетка зі слонової кістки, що зображує Вішну як Адімурті

Адімурті — молодше втілення Вішну, коли він сидить в сукхасані на кільцях Змія Шеша, каптур змія утворює балдахін над богом. В чотирьох руках Адімурті тримає звичайні атрибути Вішну.